# Ublianka
Die Ublianka (ukrainisch Ублянка Ubljanka oder Убля Ublja) ist ein Fluss im äußersten Osten der Slowakei und in der Ukraine (Oblast Transkarpatien) mit einer Länge von ca. 25,8 km, wovon 19,8 km des Flusslaufs auf slowakisches Territorium entfallen.
Der Fluss entspringt im Gebirgsstock Nastaz, einem Teil des Gebirges Bukovské vrchy, oberhalb von Kalná Roztoka auf einer Höhe von ca. 640 m n.m. Die Ublianka fließt vorwiegend in ungefähr südöstlicher Richtung durch Kalná Roztoka, Klenová und weiter Ubľa, wo sie ihren größten Zufluss, die rechtsseitige Stežná, aufnimmt. Ungefähr 250 m südwestlich des Grenzübergangs Ubľa–Maly Beresnyj überquert sie die slowakisch-ukrainische Grenze und mündet nach etwa 6 km auf ukrainischem Staatsgebiet südlich des Dorfs Malyj Beresnyj in die Usch als deren rechtsseitiger Nebenfluss.